# Maudite pluie !
Maudite pluie ! (titre original : Gabhricha Paus) est un film indien réalisé par Satish Manwar en 2009 et sorti en France en 2011.
Il décrit les difficiles conditions de vie des paysans indiens.

## Synopsis
Kisna et Alka, un couple de fermiers indiens, affrontent sécheresse et inondations dans l'État du Maharashtra. L'annonce du suicide d'un de leurs voisins fait craindre à Alka que son mari n'attente lui aussi à ses jours. Elle demande donc à leur jeune fils de surveiller attentivement son père. Mais Kisna, objet de toutes les craintes et les attentions de son entourage, ne se décourage pas et continue à travailler sa terre malgré la mousson qui n'arrive pas, les graines qui ne germent pas, l'usurier qui lui confisque sa maigre récolte.
La relation d'un drame peu connu et pourtant bien réel : la tentation du suicide chez des paysans indiens endettés et épuisés (182 000 suicides entre 1997 et 2007). Le film oscille entre une volonté de réalisme social et des velléités mélodramatiques.

## Fiche technique
- Titre original : Gabhricha Paus
- Titre français : Maudite pluie !
- Réalisation et scénario : Satish Manwar
- Photographie : Sudheer Palsane, couleurs
- Montage : Suchitra Sathe
- Musique : Mangesh Dhadke, Dattaprasad Ranade
- Production : Prashant Pethe
- Langue du film : marathi
- Durée : 95 minutes
- Pays d'origine :  Inde
- Année de réalisation : 2009
- Date de sortie :

10 juillet 2009 (Inde)
1er juin 2011 (France)

## Distribution
- Sonali Kulkarni : Alka
- Girish Kulkarni : Kisna
- Jyoti Subhash : la grand-mère
- Veena Jamkar : Anjana
- Aman Attar : Dini

## Distinctions
- Festival international des cinémas d'Asie de Vesoul 2010 : Grand prix du jury
- Festival du film asiatique de Deauville 2011 : projection dans la section Panorama